# Gare de Mehun-sur-Yèvre
Gare de Mehun-sur-Yèvre vasútállomás Franciaországban, Mehun-sur-Yèvre településen.

## Vasútvonalak
Az állomást az alábbi vasútvonalak érintik:
- Vierzon-Saincaize-vasútvonal

## Kapcsolódó állomások
A vasútállomáshoz az alábbi állomások vannak a legközelebb:
- Gare de Foëcy (Gare de Vierzon-Ville, Vierzon-Saincaize-vasútvonal)
- Gare de Marmagne (Gare de Saincaize, Vierzon-Saincaize-vasútvonal)